# Weiwerd (dorp)
Weiwerd (Gronings: Waaiwerd) is een grotendeels afgebroken radiair wierdedorp in de streek Oosterhoek in de gemeente Eemsdelta in de Nederlandse provincie Groningen.
Net als Heveskes en Oterdum moest het dorp plaatsmaken voor de grote industriële uitbreiding van Delfzijl, maar omdat de verwachtingen nooit werden gehaald is het dorp slechts deels gesloopt. Het contrast met het ernaast gelegen industriegebied is groot. Volgens de laatste plannen moet het een gebied voor startende ondernemingen worden. Het dorp heeft de bestemming bedrijventerrein.

## Geografie
Weiwerd ligt bij het industriegebied Oosterhorn ten zuiden van het Chemiepark Delfzijl, waarvan het wordt gescheiden door het Oosterhornkanaal (westen) en de Oosterhornhaven (noordwesten en noordoosten). Ten oosten van het dorp ligt het terrein van Dow Chemical (vroeger Upjohn), ten zuidoosten een waterzuiveringsinstallatie en ten zuidwesten het gehucht Geefsweer. De N362 loopt ten zuidwesten van het dorp, over het tracé van de oude spoorlijn Zuidbroek - Delfzijl van de NOLS.
Ten westen van Weiwerd lag vroeger een haventje aan het Weiwerdermaar dat uitkwam bij Farmsum in het Afwateringskanaal van Duurswold. Aan zuidzijde liep en loopt het Weiwerdermaar door in de richting van Ideweer. Het noordelijk deel werd echter vergraven voor de nieuwe haven van Delfzijl. Het Weiwerdermeer bestond uit twee in het begin van de 20e eeuw drooggelegde meerstallen aan de zuidkant van Weiwerd.

## Geschiedenis

### Geschiedenis tot de Tweede Wereldoorlog
De wierde is ouder dan het dorp en werd reeds bewoond rond het begin van de jaartelling. De wierde ligt op een oude kwelderrug en vormt onderdeel van de wierdenreeks Farmsum - Weiwerd - Geefsweer - Amsweer - Heveskes - Termunten - Woldendorp. Het is tegenwoordig een archeologisch monument. Het dorp is in de vroege middeleeuwen ontstaan op en rond een wierde, gelegen ten zuiden van Farmsum. In de 11e eeuw werd het voor het eerst genoemd als Wahcvurd of Wagvurd. 'Wag' staat voor "golf" of "water" en 'werd' betekent wierde, duidend op de plek van het dorp aan het water; op een vloedheuvel. Wag veranderde later in 'wei'; in 1306 is sprake van Weywert of Wiewerd. Waarschijnlijk verrees in de middeleeuwen een kerk (van kloostermoppen) met stompe toren op de wierde, die omgeven was door een gracht. In 1877 werd de oude kerk vervangen. Het puin werd waarschijnlijk gebruikt ter verharding van de Kloosterlaan bij Heveskesklooster. Er kwam een nieuw kerkje, dat van buiten wit werd gepleisterd. In 1878 werd hierin een orgel van Roelf Meijer geplaatst. De gracht werd in de 20e eeuw gedempt. In 1868 werd ook een openbare school gesticht in Weiwerd.
Ten westen van de wierde stond waarschijnlijk vanaf de 14e eeuw het steenhuis van ene Ebbe Ackinga. Dit werd echter aan het begin van de 15e eeuw verwoest tijdens een oorlog. Van het oude steenhuis resteren nog delen van de gracht.
Het dorp werd verschillende malen geteisterd door natuurrampen en dierziekten. Tussen 1640 en 1680, in 1710 en tussen 1715 en 1717 kwamen vele dieren om door de veepest. In 1686 verdronken ruim 500 jonge dieren, 20 paarden en veel schapen bij de Sint-Maartensvloed. De laatste veepest van 1715 tot 1717 ging gepaard met de een overstroming in 1715 en de Kerstvloed (1717), zodat ruim duizend stuks vee omkwamen tussen Weiwerd, Heveskes en het Klooster Oosterwierum. Een gevolg hiervan was dat veel boeren overgingen op akkerbouw.
Aan het einde van de Franse tijd was Weiwerd van militair belang omdat er een batterij gevestigd was voor het beleg van Delfzijl. In december 1813 werd een aanval op de batterij afgeslagen door de Pruisen, maar in februari werd de batterij toch verwoest door de Fransen, die het dorp vervolgens op 14 februari in brand staken en plunderden.
Tussen 1910 en 1942 had het dorp aan de zuidzijde een spoorwegstation voor de spoorlijn Zuidbroek - Delfzijl (tot 1934) en de Woldjerspoorlijn Groningen - Weiwerd - Delfzijl (vanaf 1929). Na de sluiting zijn de rails weggebroken. In de nacht van 19 op 20 juni 1942 liet een geallieerde bommenwerper per abuis een bom midden in het dorp vallen, waarbij zeven mensen om het leven kwamen en zeven huizen aan de zuidzijde van de wierde werden verwoest. Tijdens de nadagen van de Tweede Wereldoorlog werd er fel gevochten bij het dorp bij de bevrijding van Delfzijl. Daarbij werd ook het station Weiwerd opgeblazen. Gedurende tien dagen vochten Duitsers tegen Canadezen en tegen Duitsers die wilden deserteren. Het dorp werd daardoor zwaar beschadigd. Ook de zuidmuur van de kerk werd zwaar getroffen. In 1947 werd de kerk gerestaureerd.

### Onheilspellende voortekenen
Het begin van het einde van het dorp begon na de Tweede Wereldoorlog. Door het verdwijnen van de spoorlijn en de schaalvergroting verdwenen veel winkels en bedrijven en nam het inwoneraantal af. Na de oorlog waren er bijvoorbeeld nog twee bakkers, maar in 1968 was dit teruggelopen tot 2 winkels en twee cafés (waaronder 'De Nieuwe Brug'). Het bleef echter nog wel het grootste van de drie dorpen van De Oosterhoek. In 1961 toen het besluit viel om Heveskes en Oterdum te slopen voor de uitbreiding van de haven van Delfzijl (en dijkverzwaring in het geval van Oterdum), bleef het dorp nog buiten schot. Er werd alleen besloten om de haven van Weiwerd door te trekken naar het deels te verdwijnen Heveskes, waarvoor ook de ijsbaan van het dorp moest verdwijnen. De dorpelingen kregen van de gemeenteraad van Delfzijl de toezegging dat hun dorp gespaard zou blijven, een toezegging die in 1964 ook door het Havenschap Delfzijl (50% rijk, 30% provincie, 20% gemeente Delfzijl, nu Groningen Seaports) werd gedaan. De industriegebieden zouden niet verder reiken dan de rand van het dorp. Een jaar later werd een terrein ten oosten van Weiwerd ook aangemerkt met de bestemming industrie. In 1968 werd een aantal woningen in Weiwerd aangekocht voor het haventerrein. De bevolking werd wantrouwig over gedane beloften door Delfzijl. De toekomst voor het dorp was niet rooskleurig met het verdwijnen van de voorzieningen en met een industrieterrein in de achtertuin zouden mensen er minder snel willen wonen. De woningprijzen daalden daardoor ook. De gemeente beloofde dat jaar om jonge gezinnen te stimuleren om er te gaan wonen. Toch werd in 1969 nog een vestiging van Delfzijls Spaarbank geopend in het dorp. De bouw van woningwetwoningen was in 1967 nog uitgesteld met een beroep op het nog vast te stellen bestemmingsplan Weiwerd. Toen dit in 1968 echter werd vastgesteld en in 1969 in werking trad, bleven nieuwe woningen echter uit: Van de geplande 65 woningen van het uitbreidingsplan werd er slechts een gebouwd. Jonge gezinnen wilden volgens de gemeente niet onder de rook van de industrie wonen. Althans: uit vraag naar animo onder de werknemers van industriebedrijven Akzo en Aldel zou dit zijn gebleken. In een latere hoorzitting weerspraken sommige Weiwerders dit; er zou best animo geweest zijn. De gemeente zou volgens hen volgens een bepaalde tactiek hebben gespeeld. Wat ook de werkelijkheid was, toen mocht het echter niet meer baten. Ondertussen breidde de industrie van Delfzijl zich wel steeds verder uit in de richting van Weiwerd.
In 1971 keerde het tij toen de 'commissie van advies en bijstand voor de stadsontwikkeling' van de gemeenteraad van Delfzijl de positie van Weiwerd ter discussie stelde. Zij stelde dat Weiwerd niet meer te handhaven zou zijn wanneer zij door ongezonde industrie zou worden omsingeld. De bouw van nieuwe woningwetwoningen zou daarom niet meer nodig zijn, daar het dorp op termijn toch leeg zou lopen. Een voorstel om een bufferzone tussen dorp en industrie aan te leggen werd als onrendabel afgewezen. Een onder de Weiwerders gehouden enquête waaruit bleek dat de meeste inwoners wilden blijven werd als gekleurd en niet-objectief aan de kant geschoven door de commissie. Tegelijkertijd begonnen ook het Havenschap Delfzijl en de burgemeester en wethouders van Delfzijl na te denken over de sloop van het dorp. Toen het Amerikaanse chemische bedrijf Upjohn (sinds 1985 Dow Delfzijl) zich dat jaar ten oosten van Weiwerd wilde vestigen kwamen de Weiwerders in opstand. Door de komst van dit bedrijf zou het dorp klem komen te zitten tussen de industrie en het bedrijf zou veel van de schadelijke stof fosgeen uitstoten. De Waddenvereniging adviseerde dat er voor alle inwoners van het dorp gasmaskers zouden komen wanneer Upjohn zich naast het dorp zou vestigen. Na Kamervragen werd het bedrijf de plek toch toegewezen onder voorwaarde dat er geen gevaar voor de volksgezondheid mocht zijn.

### Weiwerd gaat plat
Aan het einde van 1971 bezegelde de Delfzijlse wethouder Jan Beijert het lot van het dorp: Een afstervingsproces voor het dorp werd door hem misdadig geacht en in overleg met het Havenschap Delfzijl was daarom besloten dat het dorp moest worden opgekocht. Een planologische noodzaak voor de sloop was er niet daar er geen plannen waren met de wierde vanwege de archeologische bescherming; het ging volgens Beijert enkel om de daling van de huizenprijzen waarover werd geklaagd door inwoners en waar de gemeente iets aan wilde doen. Daarnaast noemde de Delfzijlse VVD-burgemeester Van Bruggen die tevens lid was van het dagelijks bestuur van het havenschap de veranderde milieuwetgeving, waardoor huizen tegenwoordig niet meer "tot de poorten van de fabrieken" werden gebouwd. Bij de vaststelling van de grenzen van het industriegebied in de jaren 1960 was dit besef andersom nog niet doorgedrongen. Omdat Weiwerd volgens hem geen levensvatbaarheid had getoond zou daarom het dorp Weiwerd het beste in het beheersgebied van het industriegebied kunnen worden opgenomen. Hij beschouwde het dan ook als een fout dat Weiwerd niet eerder samen met Oterdum en Heveskes was aangewezen voor de sloop. Het was extra cru voor de 10 gezinnen uit Oterdum en 7 gezinnen uit Heveskes die vanaf 1955 juist verhuisd waren naar Weiwerd. De koopsom werd bepaald op 5 miljoen gulden voor de 91 percelen grond en 37 hectare die het dorp omvatte. De huizen zouden voor de volle prijs moeten worden opgekocht, ver boven de eigenlijke waarde. De 386 bewoners zouden moeten verhuizen of zoals Beijert hen voorhield: "Wat willen jullie: vreten met een beetje stank of werkloosheid". De verdwijning van het dorp werd voorzichtig geraamd op 5 tot 10 jaar. In 1972 ging de gemeenteraad van Delfzijl akkoord en was het lot van het dorp bezegeld.
Veel jongere inwoners vonden dat er toch niks meer te redden viel en vertrokken al snel. In 1974 was reeds meer dan de helft van de huizen opgekocht door het havenschap en bestond bijna de helft van de bevolking reeds uit 65-plussers. De leegloop zette door. De laatste kruidenierszaak van Weiwerd (kruidenier Rijsbergen) sloot in 1975 evenals het laatste café. In 1976 lekte een voorstel uit van Upjohn aan Gedeputeerde Staten van Groningen om alsnog fosfeen te gaan produceren. De regering verklaarde dat dit alleen kon als bij ongelukken dan slechts zoveel fosfeen zou mogen worden uitgestoten als onschadelijk voor de gezondheid. De plannen gingen uiteindelijk niet door.
In 1976 sloot de dorpsschool, de openbare lagere school 'Oosterhoek', die toen nog 8 leerlingen telde. In 1970 waren dat er nog 46 geweest. In 1977 werd de (nieuwe) begraafplaats van Weiwerd gesloten voor nieuwe teraardebestellingen. Tegen vergoeding konden de inwoners hun graven laten verplaatsen, wat meer dan driekwart van de bevolking uiteindelijk ook deed. Het (oude) kerkhof rond de oude kerk bleef wel bestaan, maar veel graven raakten beschadigd door de trillingen die werden veroorzaakt door zware vrachtwagens die over de weg erlangs reden. Nog 40% van het dorp stond dat jaar nog overeind. De overige bewoners namen de voortdurende stank van de chemische fabrieken en regelmatige ongelukken met de uitstoot van gassen (zoals chloor en ammoniak in 1981 en 1982) voor lief.
In 1982 sloot het voetbalveld bij Weiwerd en de lokale voetbalclub v.v. Oosterhoek vertrok noodgedwongen naar de Delfzijlse wijk Tuikwerd. In 1983 werd een chemische stortplaats van Aldel bij Weiwerd geplaatst. In 1984 woonden nog ongeveer 80 mensen in het dorp. Dat jaar werd ook de kerk afgebroken, waarbij het interieur over de hele provincie verspreid raakte: Het orgel kreeg net als de klok een nieuwe plek in de kerk van Farmsum en de 19e-eeuwse preekstoel verdween naar de kerk van Kropswolde. In 1996 was het aantal huizen teruggelopen tot 12.

### Strijd om het restant van Weiwerd
Ondertussen staakte de groei van de industrie in de jaren 1980. Het Havenschap Delfzijl raakte in de rode cijfers en vele hectares industrieterrein in de Oosterhoek bleven ongebruikt. In 1991 verscheen een boek over de teloorgang van de Heveskes, Oterdum en Weiwerd. In 1995 werd de stichting Stichting Behoud Weiwerd opgericht. Steeds sterker werd de stem van de bewoners dat de restanten van het dorp behouden moesten blijven. Het havenschap verklaarde echter nog in 1996 dat de laatste bewoners over 10 jaar verdwenen moesten zijn en dat de bewoning van Weiwerd 'onmogelijk' zou zijn. De gemeente deelde deze mening omdat de Wet geluidhinder en milieuregelgeving de woonfunctie van Weiwerd zouden verbieden. De stichting vond ondertussen een partner in de Rijksdienst voor Oudheidkundig Bodemonderzoek, die het havenschap eind jaren 1990 verbood om nog langer funderingen van kelders en slooppanden te verwijderen. Ondertussen werden de oude klinkerpaden op de wierde weer zichtbaar gemaakt door de stichting en werd de oude radiaire structuur weer zichtbaar gemaakt. In 1997 werd er ook een toeristisch ANWB-informatiebord (kosten: 2500 gulden) geplaatst als teken dat er cultuurhistorische potentie in het dorp zat. De tijd schreed voort en in 2001 werd tussen de stichting, het havenschap (inmiddels Groningen Seaports geheten) en de gemeente Delfzijl overeengekomen om de bebouwing van Weiwerd zo veel mogelijk te handhaven. Toen in 2002 weer een sloopvergunning door de gemeente werd afgegeven aan het havenschap voor een leeggekomen pand was de stichting dan ook niet blij. Het tij leek echter te keren. In 2004 werd de poging om de voormalige kosterij te slopen geblokkeerd door een kunstenaarscollectief, waarop het havenschap inbond. De gemeente Delfzijl besloot daarop dat de kosterij, de oude school en het voormalige verenigingsgebouw niet mochten worden gesloopt. Besloten werd om de gronden van het havenschap te kopen en het havenschap in ruil daarvoor gronden aan te bieden ten zuidoosten van Weiwerd. Verder werd besloten om het oude kerkhof en de oude paden te restaureren en alleen kleinschalige bedrijvigheid op de wierde toe te staan. In 2005 werd het bestemmingsplan goedgekeurd en daarmee leek de toekomst van het restant van Weiwerd veiliggesteld.

### 'Brainwierde Weiwerd'
In 2007 kwam het havenschap met nieuwe plannen, die overigens al 30 jaar in de kast lagen. Weiwerd moest een 'braindorp' worden, omgevormd tot een bedrijvendorp voor startende ondernemers uit de chemische en metallurgische sector. De bedrijfsgebouwen zouden op de oude fundamenten van de gesloopte gebouwen moeten komen, in de oude stijl van de woningen. De fundamenten waren blijven liggen in verband met de archeologische ondergrond van de wierde. Weiwerd moest een grote opknapbeurt krijgen want, zo vond directeur Harm Post: "Het is nu niet bepaald een plek die er mooi uitziet. Als ik een ritje met klanten maak, rijd ik er het liefst met een grote boog omheen. Dat moet toch anders kunnen". Hetzelfde jaar verklaarde Groningen Seaports dat het vervallen verenigingsgebouw alsnog moest verdwijnen, evenals de oude dichtgespijkerde en vervallen school. Het verenigingsgebouw verdween nog hetzelfde jaar. Voor de school, die van 1990 tot 2005 in gebruik was bij de stichting Emmaüs, werd een sloopvergunning verleend, maar deze werd later ingetrokken. De resterende gebouwen zouden vervolgens worden hersteld. Het kerkhof werd in 2007 hersteld door Landschapsbeheer Groningen, deels met inzet van scholieren. Ook verklaarde Groningen Seaports de wierde voor 2 miljoen euro te willen herstellen, oude watergangen te hergraven en struiken te planten. In november van dat jaar werd een plan gelanceerd om de leegstaande kerk van Heveskes te verplaatsen naar Weiwerd. Daarmee ging de Stichting Oude Groninger Kerken echter niet akkoord. Het was de bedoeling dat het bedrijvendorp tussen 2009 en 2013 zou worden gebouwd. Uiteindelijk werd in 2010 gestart met de werkzaamheden, te beginnen met het verbeteren van de weg door Weiwerd. Het Waddenfonds stelde in december 2010 bijna een miljoen beschikbaar voor de verbetering van de landschappelijke waarden van de wierde, waaronder ook het herstel van een oude dobbe. In januari werden alle huurders van de resterende gebouwen gesommeerd te vertrekken en moesten alle hekken zijn weggehaald om een begin met het herstel te kunnen maken. In 2018 werd de voormalige school door brandstichting verwoest.

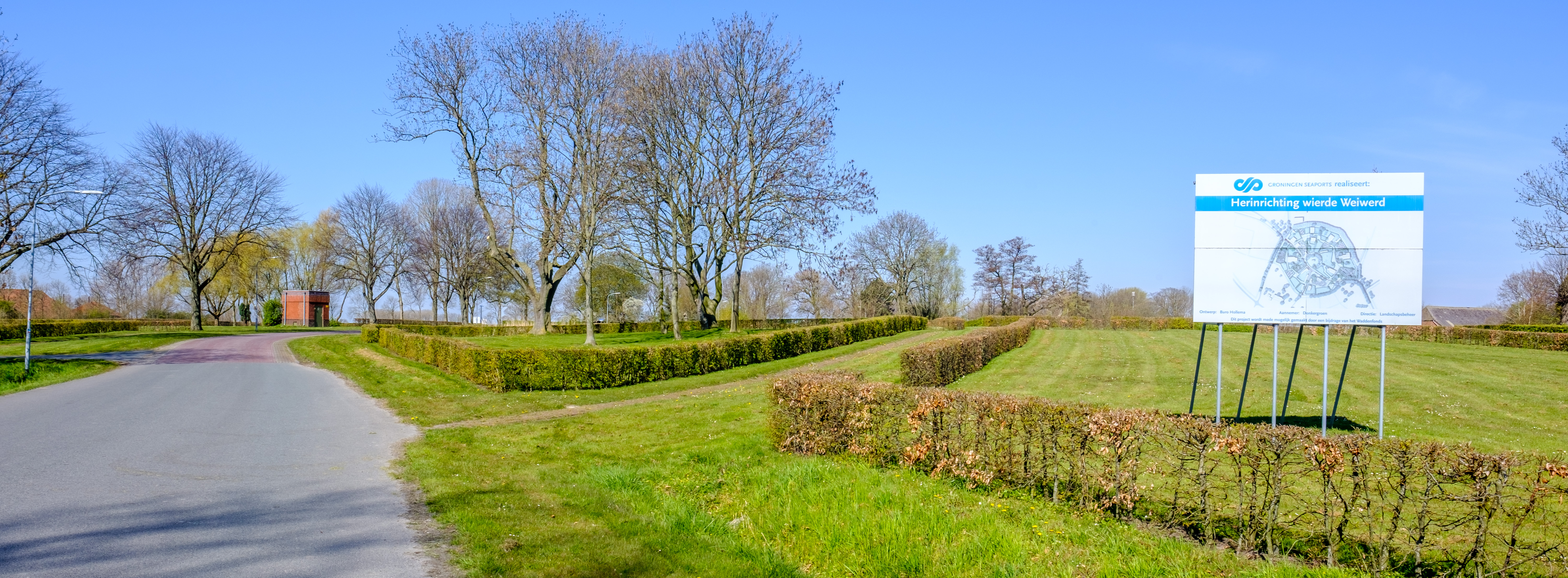
Aanzicht vanuit het oosten. De haagjes geven de vroegere percelen aan. Rechts een bord van Groningen Seaports dat de wierde wil ontwikkelen voor startende bedrijven.
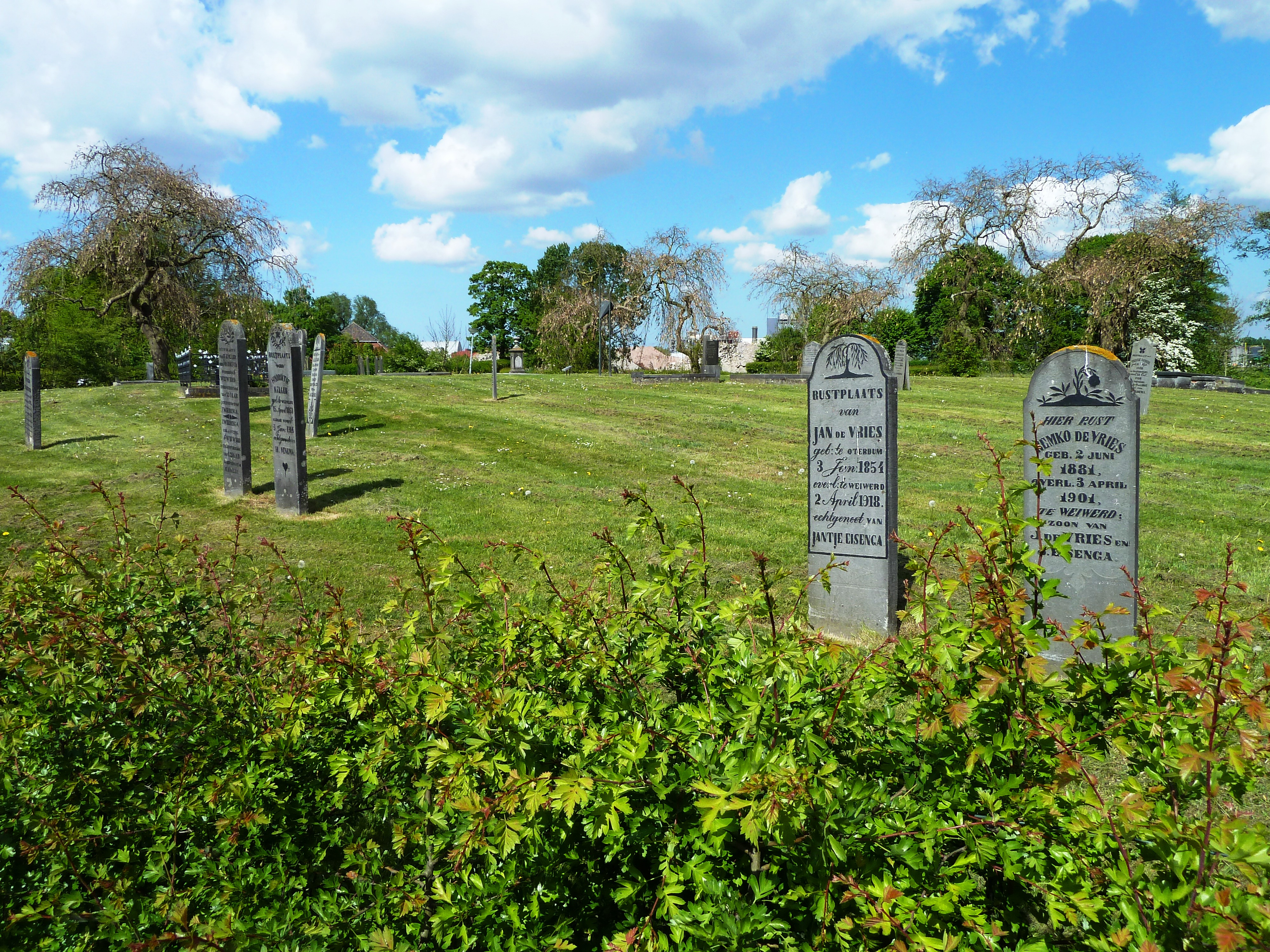
Het oude kerkhof
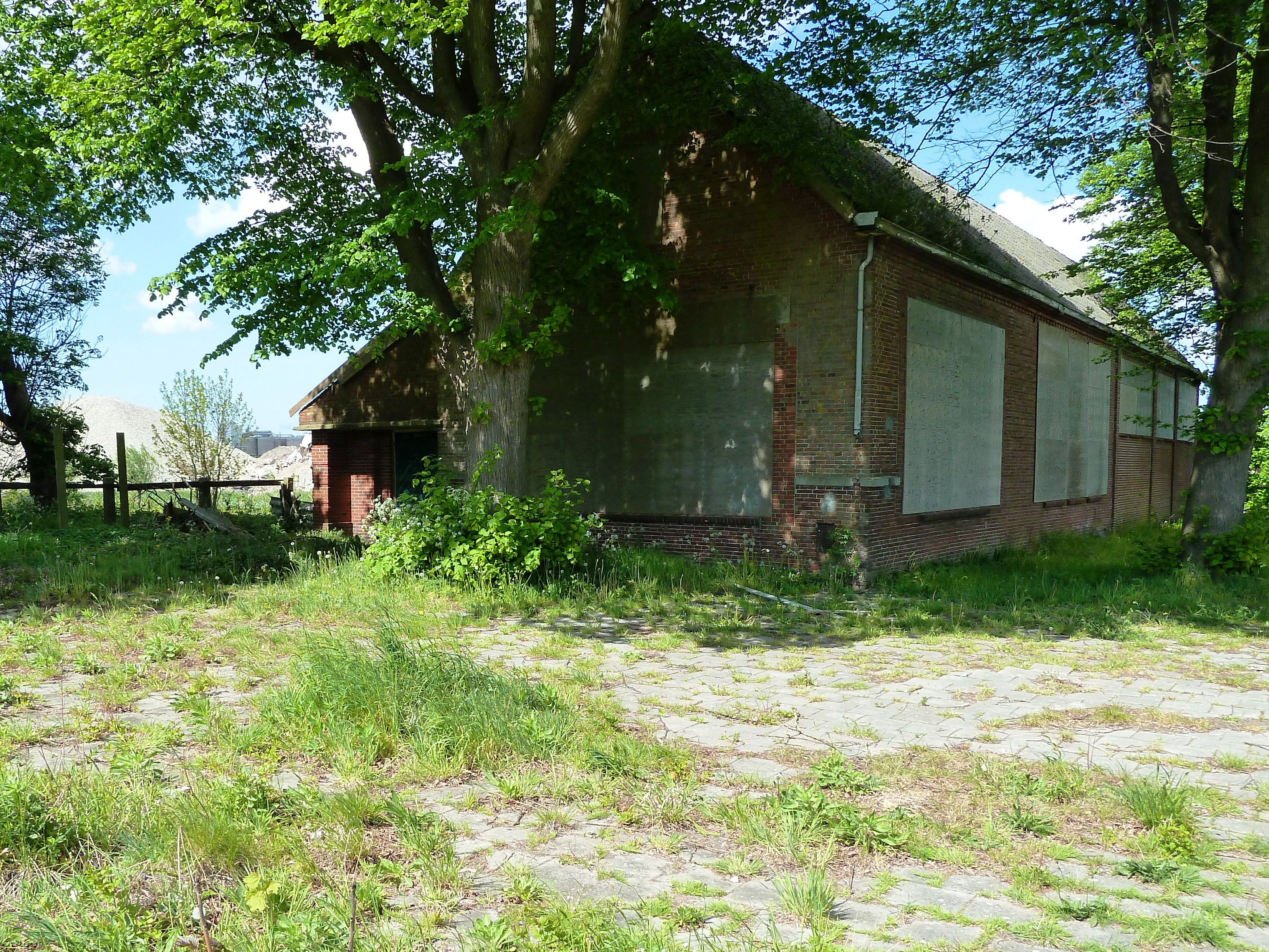
Dit voormalige schoolgebouw overleefde de sloop, maar werd in 2018 door brand verwoest.
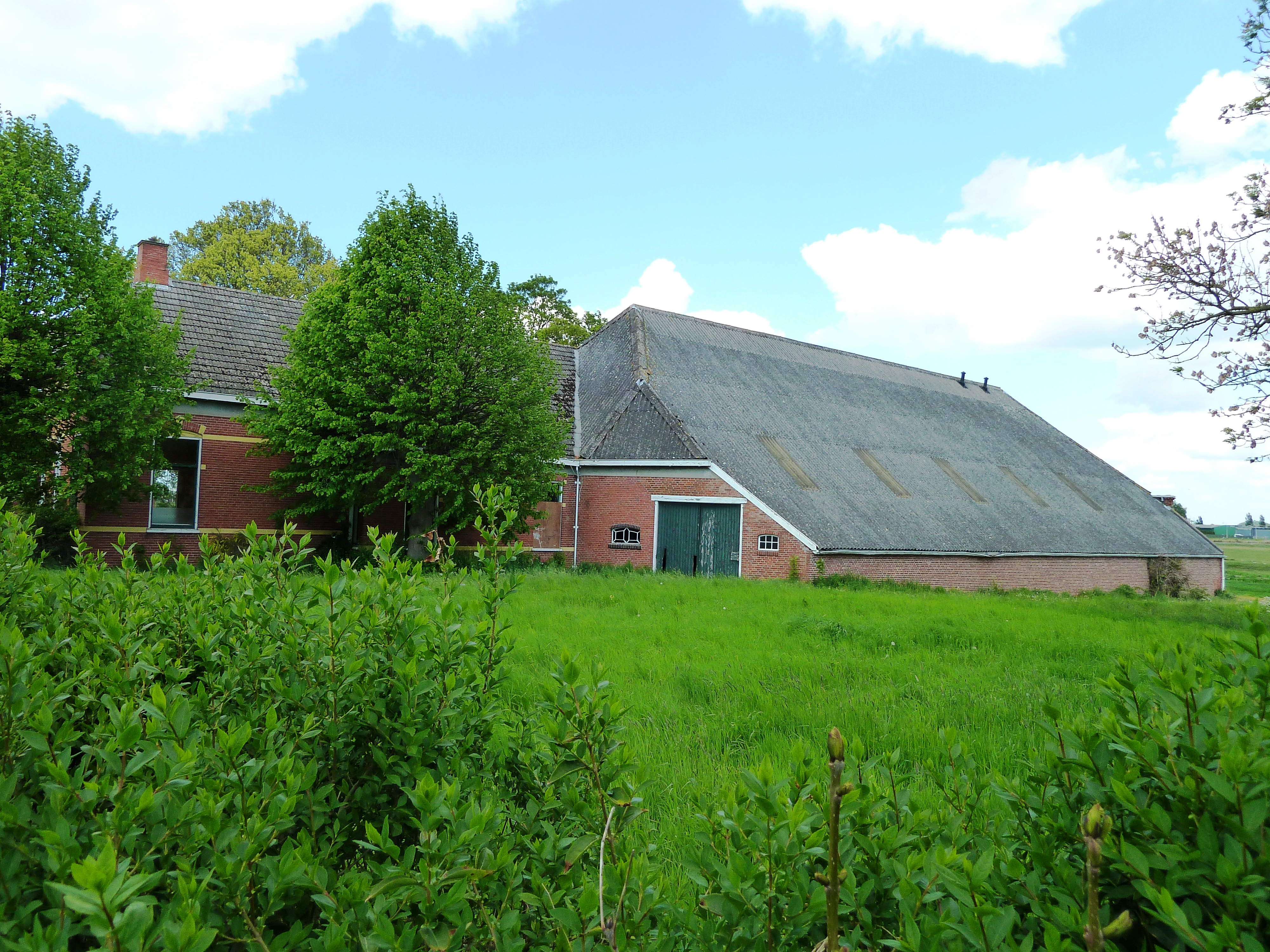
Boerderij aan het Karspelpad, leegstaand sinds de jaren 1990
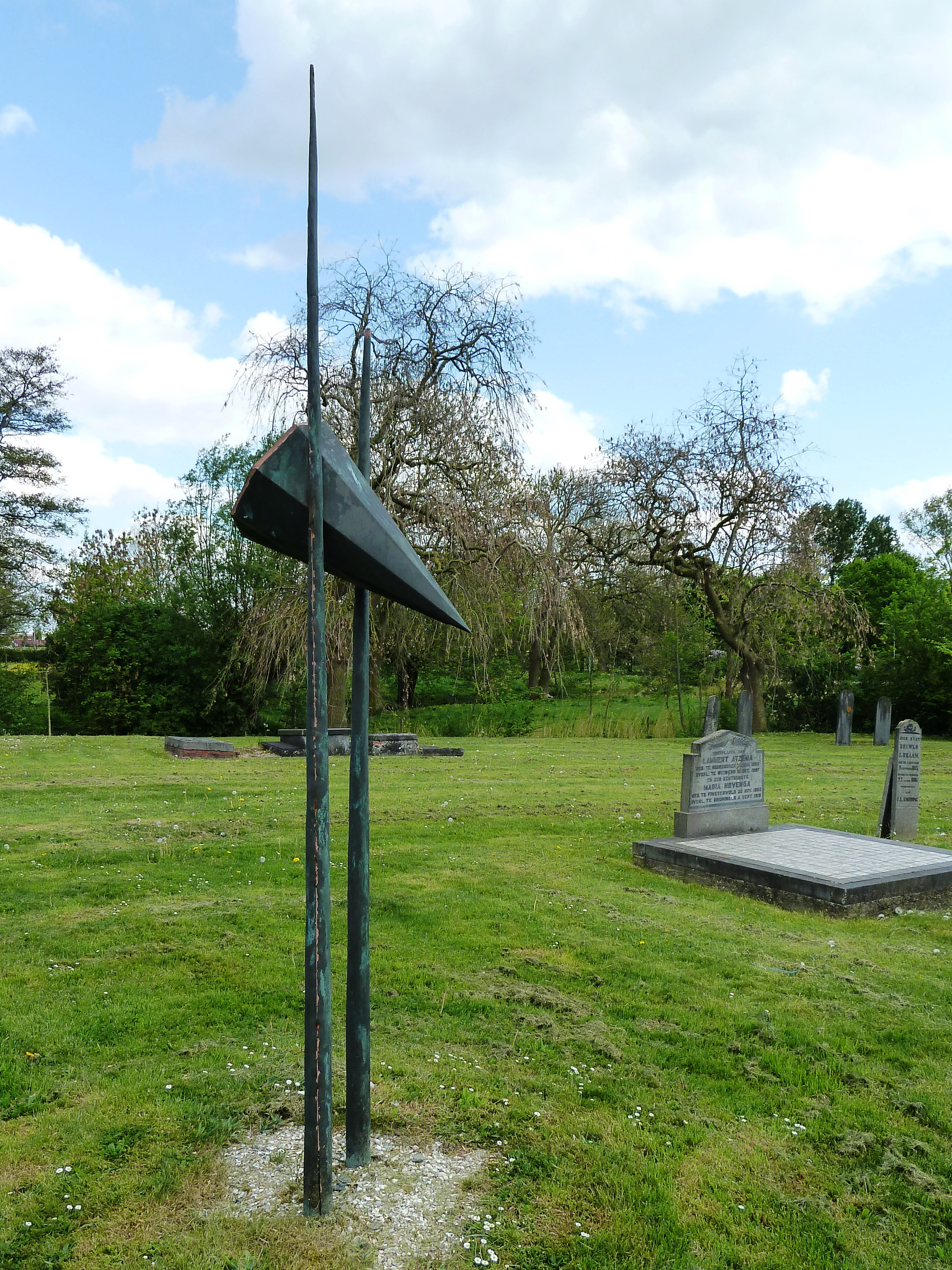
Kunstwerk van Hans Mes op het kerkhof ter nagedachtenis aan de kerk en haar toren (1993)

## Bevolkingsontwikkeling
| Demografische ontwikkeling tussen 1859 en 2008                                                                                |
| --- |
| |
| ■ Data afkomstig van volkstellingen.nl ■ Data afkomstig van het CBS en krantenberichten. Cijfers 1996 en 2008 bij benadering. |

## Thies Jan Jansenstraat
Een van de wegen die naar beneden leiden vanaf de wierde heet Thies Jan Jansenstraat. Thies Jan Jansen was een verzetsstrijder tijdens de Tweede Wereldoorlog. Hij hielp joodse onderduikers en bracht illegale kranten en materiaal voor de Delfzijlse verzetsgroep Zwaantje (zie Allard Oosterhuis) rond. Op 9 december 1943 werd hij gearresteerd en vastgezet in de gevangenis van Scheveningen (Oranjehotel). Op 15 januari 1944 werd hij samen met Henk Hos ter dood veroordeeld en op 11 mei 1944 doodgeschoten op de Waalsdorpervlakte. Op 12 juli 1946 werd hij herbegraven op de Eerebegraafplaats Bloemendaal. De oude naam van de Thies Jan Jansenstraat is Stationstraat. Hier liep dan ook het Woldjerspoor langs. In 2007 dreigde de straat te verdwijnen omdat de weg eigenlijk geen functie meer had voor het afgebroken dorp. Door het nieuwe plan voor de 'brainwierde' bleef de straat echter behouden.